# Martinus Anne Wijnaendts
Martinus Anne Wijnaendts (Huis Welgelegen, aan de Zweth, Overschie, 16 november 1793 - Delft, 15 mei 1842) was wethouder van Delft, lid van gedeputeerde staten van Zuid-Holland en lid van de Tweede Kamer der Staten-Generaal.

## Familie
Wijnaendts, lid van de familie Wijnaendts, was een zoon van Willem Wijnaendts (1757-1839), kandidaat-notaris en procureur, eigenaar van een brouwerij en een houtzaagmolen te Overschie, schout en maire aldaar, en diens eerste vrouw Catharina Adriana Criellaert (1764-1796). Hij trouwde in 1813 Catharina Johanna Overgaauw Pennis (1792-1814), dochter van mr. Cornelis Overgaauw Pennis (1765-1843), burgemeester van Delft, en hertrouwde in 1816 Anna Elisabeth Rosina Voet (1798-1833). Uit het eerste huwelijk werd een zoon, Willem, geboren; uit het tweede huwelijk werden vier kinderen geboren, onder wie:
- Mr. Willem Wijnaendts (1814-1884), burgemeester laatstelijk van Gorinchem, lid provinciale staten van Zuid-Holland, lid van de Tweede Kamer der Staten-Generaal
- Mr. Martinus Anne Wijnaendts (1824-1885), lid gemeenteraad van Delft, plaatsvervangend kantonrechter aldaar

## Loopbaan
Wijnaendts volgde zijn vader op als beheerder van een bierbrouwerij. In 1822 werd hij benoemd tot raad van de gemeente Delft; in 1826 volgde zijn benoeming tot wethouder. De raad koos hem op 1 juni 1824 tot plaatsvervangend lid van de provinciale staten van Holland; na het overlijden van het effectieve lid, op 14 december 1824, volgde hij op als effectief lid van de staten. Hij werd gekozen tot lid van gedeputeerde staten van Holland op 4 juli 1827; aangezien deze functie onverenigbaar was met wethouder- en raadslidmaatschap nam hij ontslag uit deze beide laatste functies. In 1832 werd hij door de gouverneur benoemd als lid van een commissie belast met het toezicht op de cholera. Op 5 juli 1838 werd hij door de staten van Holland gekozen als lid van de Tweede Kamer. Aangezien het Tweede Kamerlidmaatschap wel verenigbaar was met het gemeenteraadslidmaatschap werd hij in 1839 opnieuw gekozen, en nam zitting als lid van de raad van Delft; met ingang van 2 januari werd hij, als opvolger van de tot burgemeester benoemde mr. H. Berkel, tot wethouder benoemd. Hij was ridder in de Orde van de Nederlandse Leeuw en overleed in mei 1842.